# Рамон Хосе Веласкес
Рамон Хосе Веласкес Мухіка (28 листопада 1916 — 24 червня 2014) — венесуельський політичний діяч, президент країни у 1993–1994 роках.